# Fizikai Nobel-díj
A fizikai Nobel-díjasok listája. A fizikai és kémiai Nobel-díjat a Svéd Királyi Tudományos Akadémia egy-egy öttagú bizottsága javasolja, a javaslatról az Akadémia fizikai, illetve kémiai osztályának tagjai mondanak véleményt, majd az Akadémia szavaz.
A jelöléseket az előző télen világszerte szétküldött levelek címzettjei tehetik meg. A fizikai díjra például évente mintegy 1500 személytől kérnek javaslatot. A megkérdezettek közt van minden korábbi fizikai Nobel-díjas is. Évente 300-400 válasz szokott beérkezni a világ minden tájáról. A válasz beérkezési határideje február 1. Senki olyan nem kaphat Nobel-díjat, akit abban az évben nem javasoltak. Minden számba jöhető felfedezést szakértők egy kis csoportja értékel. Ez a csoport külső szakemberek véleményét is megkérdezheti. A szakértői véleményezés a nyár elejére fejeződik be. Ekkor tesznek jelentést a szakmai díjbizottságnak, amelyik augusztusra alakítja ki álláspontját. Egy vagy esetleg két jelöltet neveznek meg, a nevek a Fizikai, illetve Kémiai Osztály javaslataként kerülnek a teljes Akadémia plénuma elé, amely szavazással dönt. Ezután az Akadémia főtitkára telefonon értesíti a döntésről a díjazottakat. A díjat Alfréd Nobel halálának évfordulóján, december 10-én osztják ki. Helyszín manapság a stockholmi városháza. A díjjal aranyérem és egyedi tervezésű díszes diploma jár. A díjjal járó összeget máskor, szűkebb körben adják át.
Nobel 1895. november 27-én kelt végrendeletével hozta létre az alapítványt, amely az örökséget kezeli. 
1901 óta csak hat évben (1916, 1931, 1934, 1940, 1941, 1942) nem adták ki.

## Fizikusok Nobel-díjai más területen
Kémiai Nobel-díjat kaptak a fizikusok közül 1908-ban Ernest Rutherford, 1922-ben Francis William Aston, 1936-ban Peter Debye.
Fiziológiai és orvostudományi Nobel-díjat kapott Békésy György biofizikus 1961-ben.
Nobel-békedíjat kapott Andrej Dmitrijevics Szaharov 1975-ben.

## 1901–1909
| Év   | Díjazott | Díjazott               | Ország                   | Indoklás |
| ---- | -------- | ---------------------- | ------------------------ | --- |
| 1901 |          | Wilhelm Conrad Röntgen | Németország              | „a rendkívüli szolgálatainak elismeréséül, melyet a róla elnevezett sugárzás felfedezésével nyújtott”                                                                                               |
| 1902 |          | Hendrik Lorentz        | Hollandia                | „a rendkívüli szolgálataik elismeréséül, melyet a mágnesességnek a sugárzási jelenségekre való hatásának vizsgálatával nyújtottak” (a spektrálvonalak felhasadása mágneses térben, Zeeman-effektus) |
| 1902 |          | Pieter Zeeman          | Hollandia                | „a rendkívüli szolgálataik elismeréséül, melyet a mágnesességnek a sugárzási jelenségekre való hatásának vizsgálatával nyújtottak” (a spektrálvonalak felhasadása mágneses térben, Zeeman-effektus) |
| 1903 |          | Henri Becquerel        | Franciaország            | „a rendkívüli szolgálatainak elismeréséül, melyet a spontán radioaktivitás felfedezésével nyújtott”                                                                                                 |
| 1903 |          | Marie Curie            | Franciaország            | „a rendkívüli szolgálataik elismeréséül, melyet a Henri Becquerel professzor által felfedezett sugárzás közös tanulmányozásával nyújtottak”                                                         |
| 1903 |          | Pierre Curie           | Franciaország            | „a rendkívüli szolgálataik elismeréséül, melyet a Henri Becquerel professzor által felfedezett sugárzás közös tanulmányozásával nyújtottak”                                                         |
| 1904 |          | John William Strutt    | Egyesült Királyság       | „a legfontosabb gázok sűrűségével kapcsolatos vizsgálataiért és az argon felfedezéséért, melyet eközben tett”                                                                                       |
| 1905 |          | Lénárd Fülöp           | Németország Magyarország | „a katódsugarakkal kapcsolatos munkáiért” |
| 1906 |          | Joseph John Thomson    | Egyesült Királyság       | „a gázokon áthaladó elektromosságra vonatkozó elméleti és kísérleti vizsgálatok terén szerzett nagy érdemeiért”                                                                                     |
| 1907 |          | Albert A. Michelson    | USA                      | „pontos optikai berendezéséért és az ezzel végzett spektroszkópiai és metrológiai vizsgálataiért” (Michelson-interferométer)                                                                        |
| 1908 |          | Gabriel Lippmann       | Franciaország            | „az interferencia elvén alapuló színesfényképezési módszeréért” |
| 1909 |          | Guglielmo Marconi      | Olaszország              | „a drót nélküli távíró kifejlesztésében való érdemeik elismeréséül” |
| 1909 |          | Karl Ferdinand Braun   | Németország              | „a drót nélküli távíró kifejlesztésében való érdemeik elismeréséül” |

## 1910–1919
| Év   | Díjazott         | Díjazott                       | Ország             | Indoklás |
| ---- | ---------------- | ------------------------------ | ------------------ | --- |
| 1910 |                  | Johannes Diderik van der Waals | Hollandia          | „a gázok és folyadákok állapotegyenletével kapcsolatos munkájáért” (Van der Waals-egyenlet)                                               |
| 1911 |                  | Wilhelm Wien                   | Németország        | „a hőmérsékleti sugárzással kapcsolatos felfedezéseiért” (Wien-törvény)                                                                   |
| 1912 |                  | Gustaf Dalén                   | Svédország         | „a világítótornyok és világítóbóják gáztartályainál használható automatikus szabályzók feltalálásáért”                                    |
| 1913 |                  | Heike Kamerlingh Onnes         | Hollandia          | „a testek alacsony hőmérsékletű tulajdonságainak vizsgálatáért, melyek többek között a folyékony hélium előállításához vezettek”          |
| 1914 |                  | Max von Laue                   | Németország        | „a Röntgen-sugárzás kristályokon történő diffrakciójának felfedezéséért”                                                                  |
| 1915 |                  | William Henry Bragg            | Egyesült Királyság | „a kristályszerkezet röntgensugárzással történő vizsgálatával kapcsolatos szolgálataiért”                                                 |
| 1915 |                  | William Lawrence Bragg         | Egyesült Királyság | „a kristályszerkezet röntgensugárzással történő vizsgálatával kapcsolatos szolgálataiért”                                                 |
| 1916 | nem osztották ki | nem osztották ki               | nem osztották ki   | nem osztották ki |
| 1917 |                  | Charles Glover Barkla          | Egyesült Királyság | „az elemek karakterisztikus röntgensugárzásának felfedezéséért”                                                                           |
| 1918 |                  | Max Planck                     | Németország        | „szolgálatának elismeréseképp, amiatt a hatás miatt, amit kvantumelméletével a fizika fejlődésére gyakorolt”                              |
| 1919 |                  | Johannes Stark                 | Németország        | „a csősugárzásban fellépő Doppler-effektus és a spektrumvonalak elektromos térben történő felhasadásának felismeréséért” (Stark-effektus) |

## 1920–1929
| Év   | Díjazott | Díjazott                    | Ország             | Indoklás |
| ---- | -------- | --------------------------- | ------------------ | --- |
| 1920 |          | Charles Edouard Guillaume   | Svájc              | „a vas-nikkel ötvözetek anomáliáinak felfedezésével szerzett méréstechnikai érdemeiért”                                              |
| 1921 |          | Albert Einstein             | Németország        | „az elméleti fizika területén szerzett érdemeiért, különös tekintettel a fényelektromos jelenség törvényszerűségeinek felismerésére” |
| 1922 |          | Niels Bohr                  | Dánia              | „az atom szerkezetének, és a belőle kijövő sugárzás kutatásában szerzett érdemeiért”                                                 |
| 1923 |          | Robert Andrews Millikan     | USA                | „az elektromos töltéssel és a fotoelektromos hatással kapcsolatos munkájáért” (elektron, elemi töltésegység)                         |
| 1924 |          | Karl Manne Siegbahn         | Svédország         | „röntgenspektroszkópiai felfedezéseiért és kutatásaiért”                                                                             |
| 1925 |          | James Franck                | Németország        | „az elektron atommal való ütközésekor fellépő törvényszerűségek felfedezéséért” (Franck–Hertz-kísérlet)                              |
| 1925 |          | Gustav Hertz                | Németország        | „az elektron atommal való ütközésekor fellépő törvényszerűségek felfedezéséért” (Franck–Hertz-kísérlet)                              |
| 1926 |          | Jean Baptiste Perrin        | Franciaország      | „az anyag diszkontinuus felépítésével kapcsolatos munkásságáért, kivált a szedimentációs egyensúly felfedezéséért”                   |
| 1927 |          | Arthur Compton              | USA                | „a róla elnevezett effektus felfedezéséért” (Compton-hatás)                                                                          |
| 1927 |          | Charles Thomson Rees Wilson | Egyesült Királyság | „az elektromosan töltött részecskék pályáját gőzlecsapódás által láthatóvá tevő módszeréért” (Wilson-kamra)                          |
| 1928 |          | Owen Willans Richardson     | Egyesült Királyság | „a termo-ionos jelenségekkel kapcsolatos munkájáért, különösen a róla elnevezett törvény felfedezéséért” (Richardson-hatás)          |
| 1929 |          | Louis de Broglie            | Franciaország      | „az elektron hullámtermészetének felfedezéséért”                                                                                     |

## 1930–1939
| Év   | Díjazott         | Díjazott                     | Ország             | Indoklás |
| ---- | ---------------- | ---------------------------- | ------------------ | --- |
| 1930 |                  | Chandrasekhara Venkata Raman | India              | „a fényszórással kapcsolatos munkájáért és a róla elnevezett hatás felfedezéséért” (Raman-szórás vagy Raman-hatás)                                                |
| 1931 | nem osztották ki | nem osztották ki             | nem osztották ki   | nem osztották ki |
| 1932 |                  | Werner Heisenberg            | Németország        | „a kvantummechanika megalapozásáért, és annak a hidrogén allotrop formáinak felfedezéséhez vezető alkalmazásáért”                                                 |
| 1933 |                  | Erwin Schrödinger            | Ausztria           | „az atomelmélet új hatékony formáinak felfedezéséért” (kvantummechanika)                                                                                          |
| 1933 |                  | Paul Dirac                   | Egyesült Királyság | „az atomelmélet új hatékony formáinak felfedezéséért” (kvantummechanika)                                                                                          |
| 1934 | nem osztották ki | nem osztották ki             | nem osztották ki   | nem osztották ki |
| 1935 |                  | James Chadwick               | Egyesült Királyság | „a neutron felfedezéséért” |
| 1936 |                  | Victor Franz Hess            | Ausztria           | „a kozmikus sugárzás felfedezéséért” |
| 1936 |                  | Carl David Anderson          | USA                | „a pozitron felfedezéséért” |
| 1937 |                  | Clinton Davisson             | USA                | „az elektronok kristályokon történő elhajlásának felfedezéséért”                                                                                                  |
| 1937 |                  | George Paget Thomson         | Egyesült Királyság | „az elektronok kristályokon történő elhajlásának felfedezéséért”                                                                                                  |
| 1938 |                  | Enrico Fermi                 | Olaszország        | „új radioaktív elemek létének kimutatásáért, mely elemeket neutron besugárzással hozott létre, és a lassú neutronok által keltett atommagreakciók felfedezéséért” |
| 1939 |                  | Ernest Orlando Lawrence      | USA                | „a ciklotron felfedezéséért és kifejlesztéséért, és az ezáltal elért eredményeiért, különös tekintettel a mesterséges radioaktív elemekre”                        |

## 1940–1949
| Év   | Díjazott         | Díjazott                | Ország             | Indoklás |
| ---- | ---------------- | ----------------------- | ------------------ | --- |
| 1940 | nem osztották ki | nem osztották ki        | nem osztották ki   | nem osztották ki |
| 1941 | nem osztották ki | nem osztották ki        | nem osztották ki   | nem osztották ki |
| 1942 | nem osztották ki | nem osztották ki        | nem osztották ki   | nem osztották ki |
| 1943 |                  | Otto Stern              | USA                | „a molekulasugár-módszer kifejlesztéséért és a proton mágneses momentumának felfedezéséért”                                                    |
| 1944 |                  | Isidor Isaac Rabi       | USA                | „az atommagok mágneses tulajdonságainak vizsgálatára kidolgozott rezonancia módszeréért”                                                       |
| 1945 |                  | Wolfgang Pauli          | Ausztria           | „a Pauli-elvnek is nevezett kizárási elv felfedezéséért”                                                                                       |
| 1946 |                  | Percy Williams Bridgman | USA                | „egy rendkívül nagy nyomás előállítására alkalmas berendezés felfedezéséért, és az azzal a nagynyomású fizika területén elért felfedezéseiért” |
| 1947 |                  | Edward Victor Appleton  | Egyesült Királyság | „a légkör felső rétegének fizikájával kapcsolatos kutatásaiért, különösen a róla elnevezett ionizált réteg felfedezéséért”                     |
| 1948 |                  | Patrick Blackett        | Egyesült Királyság | „a Wilson-féle ködkamra továbbfejlesztéséért, és az ezzel történő felfedezéseiért a magfizika és a kozmikus sugárzás terén”                    |
| 1949 |                  | Jukava Hideki           | Japán              | „a mezonok létének a magerőkre vonatkozó elméleti vizsgálatán alapuló megjóslásáért”                                                           |

## 1950–1959
| Év   | Díjazott | Díjazott                      | Ország             | Indoklás |
| ---- | -------- | ----------------------------- | ------------------ | --- |
| 1950 |          | Cecil Powell                  | Egyesült Királyság | „a magfolyamatok tanulmányozásánál alkalmazott fényképészeti eljárás továbbfejlesztéséért és a mezonokkal kapcsolatos felfedezéseiért, amelyeket ezzel a módszerrel tett” |
| 1951 |          | John Cockcroft                | Egyesült Királyság | „úttörő munkájukért a mesterségesen gyorsított atomi részecskék által létrehozott atommag átalakítás területén”                                                           |
| 1951 |          | Ernest Walton                 | Írország           | „úttörő munkájukért a mesterségesen gyorsított atomi részecskék által létrehozott atommag átalakítás területén”                                                           |
| 1952 |          | Felix Bloch                   | USA                | „az atommagbeli mágneses erőter finomabb és egyszerűbb mérési módszerének kifejlesztéséért és az ezzel elért eredményeikért”                                              |
| 1952 |          | Edward Mills Purcell          | USA                | „az atommagbeli mágneses erőter finomabb és egyszerűbb mérési módszerének kifejlesztéséért és az ezzel elért eredményeikért”                                              |
| 1953 |          | Frits Zernike                 | Hollandia          | „az általa felállított fáziskontraszt-eljárások kifejlesztéséért, különösen a fáziskontraszt-mikroszkóp feltalálásáért”                                                   |
| 1954 |          | Max Born                      | Németország        | „a kvantummechanikával kapcsolatos alapvető kutatásaiért, különösen a hullámfüggvény statisztikai értelmezéséért”                                                         |
| 1954 |          | Walther Bothe                 | Németország        | „a koincidencia-módszeréért és az ennek segítségével tett felfedezéseiért”                                                                                                |
| 1955 |          | Willis Eugene Lamb            | USA                | „a hirogénspektrum finomszerkezetének felfedezéséért” (Lamb-eltolódás) |
| 1955 |          | Polykarp Kusch                | USA                | „az elektron mágneses momentumának pontos meghatározásáért” |
| 1956 |          | William Shockley              | USA                | „a félvezetőkkel kapcsolatos vizsgálataikért és a tranzisztorhatás felfedezéséért”                                                                                        |
| 1956 |          | John Bardeen                  | USA                | „a félvezetőkkel kapcsolatos vizsgálataikért és a tranzisztorhatás felfedezéséért”                                                                                        |
| 1956 |          | Walter Brattain               | USA                | „a félvezetőkkel kapcsolatos vizsgálataikért és a tranzisztorhatás felfedezéséért”                                                                                        |
| 1957 |          | Jang Csen-ning                | Kína               | „az úgynevezett paritási törvények beható vizsgálatáért, amely az elemi részecskékkel kapcsolatos fontos felfedezésekhez vezetett”                                        |
| 1957 |          | Li Cseng-tao                  | Kína               | „az úgynevezett paritási törvények beható vizsgálatáért, amely az elemi részecskékkel kapcsolatos fontos felfedezésekhez vezetett”                                        |
| 1958 |          | Pavel Alekszejevics Cserenkov | Szovjetunió        | „A Cserenkov-effektus felfedezéséért és értelmezéséért” |
| 1958 |          | Ilja Mihajlovics Frank        | Szovjetunió        | „A Cserenkov-effektus felfedezéséért és értelmezéséért” |
| 1958 |          | Igor Jevgenyjevics Tamm       | Szovjetunió        | „A Cserenkov-effektus felfedezéséért és értelmezéséért” |
| 1959 |          | Emilio Segrè                  | USA                | „az antiproton felfedezéséért” |
| 1959 |          | Owen Chamberlain              | USA                | „az antiproton felfedezéséért” |

## 1960–1969
| Év   | Díjazott | Díjazott                        | Ország           | Indoklás |
| ---- | -------- | ------------------------------- | ---------------- | --- |
| 1960 |          | Donald Glaser                   | USA              | „a buborékkamra feltalálásáért” |
| 1961 |          | Robert Hofstadter               | USA              | „az elektron atommagon történő szórásával kapcsolatos úttörő munkájáért és az ezáltal elért, az nukleonok szerkezetével kapcsolatos felfedezéseiért”                                                           |
| 1961 |          | Rudolf Mössbauer                | Németország      | „a gammasugárzás rezonanciaabszorpciójával kapcsolatos kutatásaiért és az azzal kapcsolatos felfedezéséért, mely a Mössbauer-effektus nevet viseli”                                                            |
| 1962 |          | Lev Davidovics Landau           | Szovjetunió      | „a kondenzált anyagokkal, különösen a folyékony héliummal kapcsolatos úttörő elméleteiért” (szuperfolyékonyság)                                                                                                |
| 1963 |          | Wigner Jenő                     | Magyarország USA | „az atommagok és az elemi részecskék elméletének továbbfejlesztéséért, különös tekintettel az alapvető szimmetriaelvek felfedezéséért és alkalmazásáért”                                                       |
| 1963 |          | Maria Goeppert-Mayer            | USA              | „az atommag héjszerkezetével kapcsolatos felfedezéseikért” |
| 1963 |          | Johannes Hans Daniel Jensen     | Németország      | „az atommag héjszerkezetével kapcsolatos felfedezéseikért” |
| 1964 |          | Charles Hard Townes             | USA              | „alapvető munkájukért a kvantumelektronika területén, melyek mézer-lézer-elvű oszcillátotok és erősítők megalkotásához vezettek”                                                                               |
| 1964 |          | Nyikolaj Gennagyijevics Baszov  | Szovjetunió      | „alapvető munkájukért a kvantumelektronika területén, melyek mézer-lézer-elvű oszcillátotok és erősítők megalkotásához vezettek”                                                                               |
| 1964 |          | Alekszandr Mihajlovics Prohorov | Szovjetunió      | „alapvető munkájukért a kvantumelektronika területén, melyek mézer-lézer-elvű oszcillátotok és erősítők megalkotásához vezettek”                                                                               |
| 1965 |          | Tomonaga Sinicsiró              | Japán            | „kvantumelektrodinamikai munkásságukért, amely mélyreható következményekkel járt az elemi részecskék fizikájában”                                                                                              |
| 1965 |          | Julian Schwinger                | USA              | „kvantumelektrodinamikai munkásságukért, amely mélyreható következményekkel járt az elemi részecskék fizikájában”                                                                                              |
| 1965 |          | Richard Feynman                 | USA              | „kvantumelektrodinamikai munkásságukért, amely mélyreható következményekkel járt az elemi részecskék fizikájában”                                                                                              |
| 1966 |          | Alfred Kastler                  | Franciaország    | „az atomok Hertz-rezonanciájának tanulmányozása során használt optikai eljárások felfedezéséért és fejlesztéséért”                                                                                             |
| 1967 |          | Hans Albrecht Bethe             | USA              | „a magreakciók elméletéhez történő hozzájárulásáért, különös tekintettel a csillagok energiatermelésével kapcsolatos felfedezéseiért”                                                                          |
| 1968 |          | Luis Alvarez                    | USA              | „jelentős eredményeiért a részecskefizikában, különösképp a nagyszámú rezonanciaállapot felfedezéséért, mely azáltal vált lehetővé, hogy továbbfejlesztette a hidrogén buborékkamrát és az adatok vizsgálatát” |
| 1969 |          | Murray Gell-Mann                | USA              | „az elemi részecskék és a kölcsönhatásaik osztályozásával kapcsolatos felfedezéseiért” (kvarkok) |

## 1970–1979
| Év   | Díjazott | Díjazott               | Ország                          | Indoklás |
| ---- | -------- | ---------------------- | ------------------------------- | --- |
| 1970 |          | Hannes Alfvén          | Svédország                      | „alapvető munkájáért és felfedezéseiért a magnetohidrodinamika területén, melynek gyümölcsöző alkalmazásai voltak a plazmafizika különböző területein”                                                                                       |
| 1970 |          | Louis Néel             | Franciaország                   | „alapvető munkájáért és felfedezéseiért az antiferromágnesség és a ferromágnesség terén, amelyek fontos felismerésekhez vezettek a szilárdtestfizika területén”                                                                              |
| 1971 |          | Gábor Dénes            | Magyarország Egyesült Királyság | „a holográfia módszerének kifejlesztéséért” |
| 1972 |          | John Bardeen           | USA                             | „a szupravezetés jelenségeinek együtt kifejlesztett elméletéért, amelyet BCS-elméletnek (Bardeen-Cooper-Schrieffer elméletnek) is neveznek”                                                                                                  |
| 1972 |          | Leon Neil Cooper       | USA                             | „a szupravezetés jelenségeinek együtt kifejlesztett elméletéért, amelyet BCS-elméletnek (Bardeen-Cooper-Schrieffer elméletnek) is neveznek”                                                                                                  |
| 1972 |          | Robert Schrieffer      | USA                             | „a szupravezetés jelenségeinek együtt kifejlesztett elméletéért, amelyet BCS-elméletnek (Bardeen-Cooper-Schrieffer elméletnek) is neveznek”                                                                                                  |
| 1973 |          | Leo Esaki              | USA                             | „a félvezetőkben lezajló alagút-jelenségekkel kapcsolatos felfedezéseikért” |
| 1973 |          | Ivar Giaever           | USA                             | „a félvezetőkben lezajló alagút-jelenségekkel kapcsolatos felfedezéseikért” |
| 1973 |          | Brian Davon Josephson  | Egyesült Királyság              | „az alagút-akadályon átfolyó szuperáram tulajdonságainak előrejelzéséért, különös tekintettel a ma Josephson-effektusnak nevezett jelenségekre”                                                                                              |
| 1974 |          | Martin Ryle            | Egyesült Királyság              | „a rádióasztrofizika terén elért úttörő kutatásaikért” „a megfigyeléseiért és fejlesztéseiért, különösképp az apertúra szintézis technikájáért”                                                                                              |
| 1974 |          | Antony Hewish          | Egyesült Királyság              | „a pulzárok felfedezésében játszott meghatározó szerepéért” |
| 1975 |          | Aage Niels Bohr        | Dánia                           | „a kollektív magmozgás és az egyes részecskék mozgása közötti kapcsolat felfedezéséért, és az ezen alapuló atommagszerkezet elméletnek kidolgozásáért”                                                                                       |
| 1975 |          | Ben Roy Mottelson      | Dánia                           | „a kollektív magmozgás és az egyes részecskék mozgása közötti kapcsolat felfedezéséért, és az ezen alapuló atommagszerkezet elméletnek kidolgozásáért”                                                                                       |
| 1975 |          | James Rainwater        | USA                             | „a kollektív magmozgás és az egyes részecskék mozgása közötti kapcsolat felfedezéséért, és az ezen alapuló atommagszerkezet elméletnek kidolgozásáért”                                                                                       |
| 1976 |          | Burton Richter         | USA                             | „egy új típusú nehéz elemi részecske felfedezésében végzett úttörő munkájukért” (J/pszi mezon, c kvark) |
| 1976 |          | Samuel C. C. Ting      | USA                             | „egy új típusú nehéz elemi részecske felfedezésében végzett úttörő munkájukért” (J/pszi mezon, c kvark) |
| 1977 |          | Philip Warren Anderson | USA                             | „a mágneses és rendezetlen rendszerek elektronszekrezetére vonatkozó elméleti vizsgálataikért” |
| 1977 |          | Nevill Francis Mott    | Egyesült Királyság              | „a mágneses és rendezetlen rendszerek elektronszekrezetére vonatkozó elméleti vizsgálataikért” |
| 1977 |          | John H. van Vleck      | USA                             | „a mágneses és rendezetlen rendszerek elektronszekrezetére vonatkozó elméleti vizsgálataikért” |
| 1978 |          | Pjotr Kapica           | Szovjetunió                     | „alapvető találmányaiért és felfedezéseiért az alacsony hőmérsékletek fizikája területén” |
| 1978 |          | Arno Penzias           | USA                             | „a kozmikus mikrohullámú háttérsugárzás felfedezéséért” |
| 1978 |          | Robert Woodrow Wilson  | USA                             | „a kozmikus mikrohullámú háttérsugárzás felfedezéséért” |
| 1979 |          | Sheldon Glashow        | USA                             | „az elemi részecskék között ható egyesített gyenge és elektromágneses kölcsönhatás elméletéhez való hozzájárulásukért, beleértve többek között a gyenge semleges áramok előrejelzését” (elektrogyenge kölcsönhatás, alapvető kölcsönhatások) |
| 1979 |          | Abdus Salam            | Pakisztán                       | „az elemi részecskék között ható egyesített gyenge és elektromágneses kölcsönhatás elméletéhez való hozzájárulásukért, beleértve többek között a gyenge semleges áramok előrejelzését” (elektrogyenge kölcsönhatás, alapvető kölcsönhatások) |
| 1979 |          | Steven Weinberg        | USA                             | „az elemi részecskék között ható egyesített gyenge és elektromágneses kölcsönhatás elméletéhez való hozzájárulásukért, beleértve többek között a gyenge semleges áramok előrejelzését” (elektrogyenge kölcsönhatás, alapvető kölcsönhatások) |

## 1980–1989
| Év   | Díjazott | Díjazott                   | Ország      | Indoklás |
| ---- | -------- | -------------------------- | ----------- | --- |
| 1980 |          | James Cronin               | USA         | „alapvető szimmetriaelvek sérülésének felfedezéséért a semleges K-mezon bomlásában”                                                 |
| 1980 |          | Val Fitch                  | USA         | „alapvető szimmetriaelvek sérülésének felfedezéséért a semleges K-mezon bomlásában”                                                 |
| 1981 |          | Nicolaas Bloembergen       | USA         | „ a lézerspektroszkópia kidolgozásához való hozzájárulásukért”                                                                      |
| 1981 |          | Arthur Leonard Schawlow    | USA         | „ a lézerspektroszkópia kidolgozásához való hozzájárulásukért”                                                                      |
| 1981 |          | Kai Manne Siegbahn         | Svédország  | „a nagy felbontású elektronspektroszkópia kidolgozásához való hozzájárulásáért”                                                     |
| 1982 |          | Kenneth G. Wilson          | USA         | „a fázisátalakulásokkal kapcsolatos kritikus jelenségekre vonatkozó elméletéért”                                                    |
| 1983 |          | Subrahmanyan Chandrasekhar | USA         | „a csillagok szerkezetének és fejlődésének megismerésében fontos fizikai folyamatok elméleti vizsgálataiért”                        |
| 1983 |          | William Alfred Fowler      | USA         | „azoknak a magreakcióknak elméleti és kísérleti vizsgálatáért, melyek a világegyetem kémiai elemeinek felépülésében jelentősek”     |
| 1984 |          | Carlo Rubbia               | Olaszország | „a gyenge kölcsönhatást közvetítő W és Z részecskék felfedezéséhez vezető nagy projektben való jelentős szerepükért”                |
| 1984 |          | Simon van der Meer         | Hollandia   | „a gyenge kölcsönhatást közvetítő W és Z részecskék felfedezéséhez vezető nagy projektben való jelentős szerepükért”                |
| 1985 |          | Klaus von Klitzing         | Németország | „az úgynevezett kvantumos Hall-effektus felfedezéséért”                                                                             |
| 1986 |          | Ernst Ruska                | Németország | „az elektronoptikában végzett alapvető munkájukért, és az első elektronmikroszkóp megépítéséért”                                    |
| 1986 |          | Gerd Binnig                | Németország | „a pásztázó alagútmikroszkóp kivitelezéséért”                                                                                       |
| 1986 |          | Heinrich Rohrer            | Svájc       | „a pásztázó alagútmikroszkóp kivitelezéséért”                                                                                       |
| 1987 |          | Johannes Georg Bednorz     | Németország | „a kerámiákban történő szupravezetéssel kapcsolatos úttörő felfedezéseikért”                                                        |
| 1987 |          | Karl Alex Müller           | Svájc       | „a kerámiákban történő szupravezetéssel kapcsolatos úttörő felfedezéseikért”                                                        |
| 1988 |          | Leon Max Lederman          | USA         | „a neutrínónyaláb módszerért és a müonneutrínó felfedezésével a leptonok dublet szerkezetének kimutatásáért” (kétneutrínó-kísérlet) |
| 1988 |          | Melvin Schwartz            | USA         | „a neutrínónyaláb módszerért és a müonneutrínó felfedezésével a leptonok dublet szerkezetének kimutatásáért” (kétneutrínó-kísérlet) |
| 1988 |          | Jack Steinberger           | USA         | „a neutrínónyaláb módszerért és a müonneutrínó felfedezésével a leptonok dublet szerkezetének kimutatásáért” (kétneutrínó-kísérlet) |
| 1989 |          | Wolfgang Paul              | Németország | „az ioncsapda technika kifejlesztéséért”                                                                                            |
| 1989 |          | Hans Georg Dehmelt         | USA         | „az ioncsapda technika kifejlesztéséért”                                                                                            |
| 1989 |          | Norman Foster Ramsey       | USA         | „a szeparált oszcillátormezők módszerének kifejlesztéséért, és alkalmazásáért a hidrogénmézerben és más atomórákban”                |

## 1990–1999
| Év   | Díjazott | Díjazott                   | Ország        | Indoklás |
| ---- | -------- | -------------------------- | ------------- | --- |
| 1990 |          | Jerome Isaac Friedman      | USA           | „az elektronnak a protonon és a kötött neutronon történő mélyen rugalmatlan szórásával kapcsolatos úttörő kutatásaikért, amelyek rendkívül fontossá váltak a részecskefizika kvarkmodelljének fejlesztésében”                       |
| 1990 |          | Henry Way Kendall          | USA           | „az elektronnak a protonon és a kötött neutronon történő mélyen rugalmatlan szórásával kapcsolatos úttörő kutatásaikért, amelyek rendkívül fontossá váltak a részecskefizika kvarkmodelljének fejlesztésében”                       |
| 1990 |          | Richard Edward Taylor      | Kanada        | „az elektronnak a protonon és a kötött neutronon történő mélyen rugalmatlan szórásával kapcsolatos úttörő kutatásaikért, amelyek rendkívül fontossá váltak a részecskefizika kvarkmodelljének fejlesztésében”                       |
| 1991 |          | Pierre-Gilles de Gennes    | Franciaország | „az egyszerű rendszerek rendezettségi jelenségeinek tanulmányozására kifejlesztett eljárásáért, melyet általánosítva az anyag összetettebb formáinak – például folyadékkristályok és polimerek tanulmányozására is használni lehet” |
| 1992 |          | Georges Charpak            | Franciaország | „részecskedetektorok ki- és továbbfejlesztéséért, különös tekintettel a sokszálas proporcionális kamrára (1968)” |
| 1993 |          | Russell Hulse              | USA           | „egy kettőscsillag rendszerben lévő pulzár felfedezéséért, mely lehetőséget adott a gravitáció tanulmányozására” (gravitációs hullám)                                                                                               |
| 1993 |          | Joseph Hooton Taylor       | USA           | „egy kettőscsillag rendszerben lévő pulzár felfedezéséért, mely lehetőséget adott a gravitáció tanulmányozására” (gravitációs hullám)                                                                                               |
| 1994 |          | Bertram Neville Brockhouse | Kanada        | „a kondenzált anyagok vizsgálatára szolgáló neutronszórás technikájának felfedezéséért” |
| 1994 |          | Clifford Glenwood Shull    | USA           | „a kondenzált anyagok vizsgálatára szolgáló neutronszórás technikájának felfedezéséért” |
| 1995 |          | Martin Lewis Perl          | USA           | „a leptonfizikához való úttörő kísérleti hozzájárulásukért” „a tau-lepton felfedezéséért” |
| 1995 |          | Frederick Reines           | USA           | „a neutrínó detektálásáért” |
| 1996 |          | David Morris Lee           | USA           | „a hélium-3 izotóp alacsony hőmérsékleten létrejövő szuperfolyékony tulajdonságának felfedezéséért” |
| 1996 |          | Douglas Dean Osheroff      | USA           | „a hélium-3 izotóp alacsony hőmérsékleten létrejövő szuperfolyékony tulajdonságának felfedezéséért” |
| 1996 |          | Robert Coleman Richardson  | USA           | „a hélium-3 izotóp alacsony hőmérsékleten létrejövő szuperfolyékony tulajdonságának felfedezéséért” |
| 1997 |          | Steven Chu                 | USA           | „az atomok lézerfénnyel történő hűtés és csapdázás módszerének kifejlesztéséért” |
| 1997 |          | Claude Cohen-Tannoudji     | Franciaország | „az atomok lézerfénnyel történő hűtés és csapdázás módszerének kifejlesztéséért” |
| 1997 |          | William Daniel Phillips    | USA           | „az atomok lézerfénnyel történő hűtés és csapdázás módszerének kifejlesztéséért” |
| 1998 |          | Robert Betts Laughlin      | USA           | „a kvantumfolyékonyság új formájának felfedezéséért, amelynek gerjesztései az elemi töltés tört részét hordozzák” |
| 1998 |          | Horst Störmer              | Németország   | „a kvantumfolyékonyság új formájának felfedezéséért, amelynek gerjesztései az elemi töltés tört részét hordozzák” |
| 1998 |          | Daniel Chee Tsui           | USA           | „a kvantumfolyékonyság új formájának felfedezéséért, amelynek gerjesztései az elemi töltés tört részét hordozzák” |
| 1999 |          | Gerardus ’t Hooft          | Hollandia     | „az elektrogyenge kölcsönhatás kvantumszerkezetének tisztázásáért” (alapvető kölcsönhatások) |
| 1999 |          | Martinus Veltman           | Hollandia     | „az elektrogyenge kölcsönhatás kvantumszerkezetének tisztázásáért” (alapvető kölcsönhatások) |

## 2000–2009
| Év   | Díjazott | Díjazott                   | Ország                       | Indoklás |
| ---- | -------- | -------------------------- | ---------------------------- | --- |
| 2000 |          | Zsoresz Ivanovics Alfjorov | Oroszország                  | „félvezető heterostruktúrák kifejlesztéséért a nagysebességű- optoelektronika számára”                                                       |
| 2000 |          | Herbert Kroemer            | Németország                  | „félvezető heterostruktúrák kifejlesztéséért a nagysebességű- optoelektronika számára”                                                       |
| 2000 |          | Jack Kilby                 | USA                          | „az integrált áramkörök feltalálásában való munkájáért”                                                                                      |
| 2001 |          | Eric Allin Cornell         | USA                          | „alkáliatomokból álló hígított gázokban Bose–Einstein-kondenzátum előállításáért, és a kondenzátum tulajdonságainak korai tanulmányozásáért” |
| 2001 |          | Wolfgang Ketterle          | Németország                  | „alkáliatomokból álló hígított gázokban Bose–Einstein-kondenzátum előállításáért, és a kondenzátum tulajdonságainak korai tanulmányozásáért” |
| 2001 |          | Carl Edwin Wieman          | USA                          | „alkáliatomokból álló hígított gázokban Bose–Einstein-kondenzátum előállításáért, és a kondenzátum tulajdonságainak korai tanulmányozásáért” |
| 2002 |          | Raymond Davis              | USA                          | „az asztrofizikában elért úttörő eredményeikért, különös tekintettel a kozmikus neutrínók észlelésére”                                       |
| 2002 |          | Kosiba Maszatosi           | Japán                        | „az asztrofizikában elért úttörő eredményeikért, különös tekintettel a kozmikus neutrínók észlelésére”                                       |
| 2002 |          | Riccardo Giacconi          | USA                          | „az asztrofizika területén végzett úttörő munkáért, amely kozmikus röntgenforrások felfedezéséhez vezetett”                                  |
| 2003 |          | Alekszej Abrikoszov        | Oroszország USA              | „a szupravezetés a szuperfolyékonyság területén végzett úttörő munkáért”                                                                     |
| 2003 |          | Vitalij Ginzburg           | Oroszország                  | „a szupravezetés a szuperfolyékonyság területén végzett úttörő munkáért”                                                                     |
| 2003 |          | Anthony James Leggett      | Egyesült Királyság USA       | „a szupravezetés a szuperfolyékonyság területén végzett úttörő munkáért”                                                                     |
| 2004 |          | David Jonathan Gross       | USA                          | „az erős kölcsönhatás elméletében jelenlévő aszimptotikus szabadság felfedezéséért”                                                          |
| 2004 |          | David Politzer             | USA                          | „az erős kölcsönhatás elméletében jelenlévő aszimptotikus szabadság felfedezéséért”                                                          |
| 2004 |          | Frank Wilczek              | USA                          | „az erős kölcsönhatás elméletében jelenlévő aszimptotikus szabadság felfedezéséért”                                                          |
| 2005 |          | Roy Glauber                | USA                          | „az optikai koherenciával kapcsolatos kvantumelmélet továbbfejlesztéséért”                                                                   |
| 2005 |          | John Hall                  | USA                          | „a lézeralapú precíziós színképelemzés kifejlesztésében való közreműködésükért”                                                              |
| 2005 |          | Theodor Hänsch             | Németország                  | „a lézeralapú precíziós színképelemzés kifejlesztésében való közreműködésükért”                                                              |
| 2006 |          | John C. Mather             | USA                          | „a kozmikus mikrohullámú háttérsugárzás feketetest-formájának és anizotrópiájának felfedezéséért”                                            |
| 2006 |          | George Smoot               | USA                          | „a kozmikus mikrohullámú háttérsugárzás feketetest-formájának és anizotrópiájának felfedezéséért”                                            |
| 2007 |          | Albert Fert                | Franciaország                | „az óriás mágneses ellenállás felfedezéséért”                                                                                                |
| 2007 |          | Peter Grünberg             | Németország                  | „az óriás mágneses ellenállás felfedezéséért”                                                                                                |
| 2008 |          | Yoichiro Nambu             | USA                          | „a spontán szimmetriasértés mechanizmusának felfedezéséért”                                                                                  |
| 2008 |          | Kobajasi Makoto            | Japán                        | „mert megsejtették, hogy legalább három kvarkcsalád létezik a természetben”                                                                  |
| 2008 |          | Maszkava Tosihide          | Japán                        | „mert megsejtették, hogy legalább három kvarkcsalád létezik a természetben”                                                                  |
| 2009 |          | Charles Kuen Kao           | Kína, USA Egyesült Királyság | „az optikai kábelen történő kommunikáció alapjainak kidolgozásáért”                                                                          |
| 2009 |          | Willard Boyle              | USA                          | „a képalkotásban új távlatokat nyitó CCD-érzékelő fejlesztéséért”                                                                            |
| 2009 |          | George Elwood Smith        | USA                          | „a képalkotásban új távlatokat nyitó CCD-érzékelő fejlesztéséért”                                                                            |

## 2010–2019
| Év   | Díjazott      | Díjazott                              | Ország                         | Indoklás |
| ---- | ------------- | ------------------------------------- | ------------------------------ | --- |
| 2010 |               | Andre Geim                            | Oroszország Hollandia          | „a kétdimenziós anyaggal, a grafénnel kapcsolatos úttörő kísérleteikért” |
| 2010 |               | Konsztantyin Szergejevics Novoszjolov | Oroszország Egyesült Királyság | „a kétdimenziós anyaggal, a grafénnel kapcsolatos úttörő kísérleteikért” |
| 2011 |               | Saul Perlmutter                       | USA                            | „a Világegyetem gyorsuló ütemben való tágulásának távoli szupernóvák megfigyelésével történt felfedezéséért” (megjegyzés: ezt magyar csillagászok évekkel korábban kimutatták) |
| 2011 |               | Brian P. Schmidt                      | USA                            | „a Világegyetem gyorsuló ütemben való tágulásának távoli szupernóvák megfigyelésével történt felfedezéséért” (megjegyzés: ezt magyar csillagászok évekkel korábban kimutatták) |
| 2011 |               | Adam Riess                            | USA                            | „a Világegyetem gyorsuló ütemben való tágulásának távoli szupernóvák megfigyelésével történt felfedezéséért” (megjegyzés: ezt magyar csillagászok évekkel korábban kimutatták) |
| 2012 |               | Serge Haroche                         | Franciaország                  | „az önálló kvantumrendszerek mérésével és manipulálásával kapcsolatos módszerek kidolgozásáért”                                                                                |
| 2012 |               | David J. Wineland                     | USA                            | „az önálló kvantumrendszerek mérésével és manipulálásával kapcsolatos módszerek kidolgozásáért”                                                                                |
| 2013 |               | François Englert                      | Belgium                        | „azon elmélet kidolgozásáért, hogy az elemi részecskék hogyan jutnak tömeghez, ami a Higgs-bozon létezését tette szükségessé, melyet 2012-ben kísérletileg bizonyítottak”      |
| 2013 |               | Peter Higgs                           | Egyesült Királyság             | „azon elmélet kidolgozásáért, hogy az elemi részecskék hogyan jutnak tömeghez, ami a Higgs-bozon létezését tette szükségessé, melyet 2012-ben kísérletileg bizonyítottak”      |
| 2014 |               | Akaszaki Iszamu                       | Japán                          | „kék fényt kibocsátó diódák feltalálásáért” |
| 2014 |               | Amano Hirosi                          | Japán                          | „kék fényt kibocsátó diódák feltalálásáért” |
| 2014 |               | Nakamura Súdzsi                       | Japán USA                      | „kék fényt kibocsátó diódák feltalálásáért” |
| 2015 |               | Kadzsita Takaaki                      | Japán                          | „a neutrínóoszcilláció felfedezéséért, ami megmutatta, hogy a neutrínónak van tömege”                                                                                          |
| 2015 |               | Arthur B. McDonald                    | Kanada                         | „a neutrínóoszcilláció felfedezéséért, ami megmutatta, hogy a neutrínónak van tömege”                                                                                          |
| 2016 |               | David J. Thouless                     | Egyesült Királyság USA         | „a topológiai fázisátalakulással és az anyag topológiai fázisaival kapcsolatos felfedezéseiért”                                                                                |
| 2016 |               | Duncan Haldane                        | Egyesült Királyság USA         | „a topológiai fázisátalakulással és az anyag topológiai fázisaival kapcsolatos felfedezéseiért”                                                                                |
| 2016 |               | J. Michael Kosterlitz                 | Egyesült Királyság USA         | „a topológiai fázisátalakulással és az anyag topológiai fázisaival kapcsolatos felfedezéseiért”                                                                                |
| 2017 |               | Kip Thorne                            | USA                            | „a gravitációs hullámok kutatása terén elért eredményeiért” |
| 2017 |               | Barry Barish                          | USA                            | „a gravitációs hullámok kutatása terén elért eredményeiért” |
| 2017 |               | Rainer Weiss                          | Németország USA                | „a gravitációs hullámok kutatása terén elért eredményeiért” |
| 2018 |               | Arthur Ashkin                         | USA                            | „az optikai csipeszek megalkotásáért és az eszközök biológiai rendszerekben való alkalmazásáért”                                                                               |
| 2018 |               | Gérard Mourou                         | Franciaország                  | „a nagy intenzitású, ultrarövid lézerimpulzusok létrehozásának kidolgozásáért”                                                                                                 |
| 2018 |               | Donna Strickland                      | Kanada                         | „a nagy intenzitású, ultrarövid lézerimpulzusok létrehozásának kidolgozásáért”                                                                                                 |
| 2019 |               | James Peebles                         | Kanada                         | "átformálta a kozmoszról alkotott elképzeléseinket" |
| 2019 |               | Michel Mayor                          | Svájc                          | "felderítették kozmikus szomszédságainkat ismeretlen bolygókra vadászva" |
| 2019 | Didier Queloz |                                       | Svájc                          | "felderítették kozmikus szomszédságainkat ismeretlen bolygókra vadászva" |

## 2020–2029
| Év   | Díjazott | Díjazott         | Ország                   | Indoklás |
| ---- | -------- | ---------------- | ------------------------ | --- |
| 2020 |          | Roger Penrose    | USA                      | "a fekete lyukak kialakulásának leírásáért és általános relativitással összeegyeztethetőségének kimutatásáért"                                        |
| 2020 |          | Reinhard Genzel  | Németország              | "a Tejút közepén elhelyezkedő négymillió Nap tömegű szupermasszív fekete lyuk felfedezéséért"                                                         |
| 2020 |          | Andrea M. Ghez   | USA                      | "a Tejút közepén elhelyezkedő négymillió Nap tömegű szupermasszív fekete lyuk felfedezéséért"                                                         |
| 2021 |          | Syukuro Manabe   | USA                      | "a globális felmelegedés megbízható előrejelzését és mennyiségi variabilitását leíró modell készítéséért a Föld klímájáról"                           |
| 2021 |          | Klaus Hasselmann | Németország              | "a globális felmelegedés megbízható előrejelzését és mennyiségi variabilitását leíró modell készítéséért a Föld klímájáról"                           |
| 2021 |          | Giorgio Parisi   | Olaszország              | "a fizikai rendszerek fluktuációjának és rendezetlenségének kölcsönhatásának kutatásáért az atomi részecskétől a planetáris skáláig"                  |
| 2022 |          | Alain Aspect     | Franciaország            | "a fotonokkal végzett kísérleteikért, a Bell-egyenlőtlenségekkel kapcsolatos megállapításaikért, és a kvantuminformatika területén elért munkájukért" |
| 2022 |          | John F. Clauser  | USA                      | "a fotonokkal végzett kísérleteikért, a Bell-egyenlőtlenségekkel kapcsolatos megállapításaikért, és a kvantuminformatika területén elért munkájukért" |
| 2022 |          | Anton Zeilinger  | Ausztria                 | "a fotonokkal végzett kísérleteikért, a Bell-egyenlőtlenségekkel kapcsolatos megállapításaikért, és a kvantuminformatika területén elért munkájukért" |
| 2023 |          | Pierre Agostini  | Franciaország/USA        | "Az elektronok atomon belüli mozgásának vizsgálatát szolgáló attoszekundumos fényimpulzusokat előállító kísérleti módszereikért"                      |
| 2023 |          | Krausz Ferenc    | Magyarország/Ausztria    | "Az elektronok atomon belüli mozgásának vizsgálatát szolgáló attoszekundumos fényimpulzusokat előállító kísérleti módszereikért"                      |
| 2023 |          | Anne L’Huillier  | Franciaország/Svédország | "Az elektronok atomon belüli mozgásának vizsgálatát szolgáló attoszekundumos fényimpulzusokat előállító kísérleti módszereikért"                      |
| 2024 |          | John Hopfield    | USA                      | "felfedezéseikért és találmányaikért, amelyek lehetővé teszik a mesterséges neurális hálózatokat használó gépi tanulást"                              |
| 2024 |          | Geoffrey Hinton  | Egyesült Királyság       | "felfedezéseikért és találmányaikért, amelyek lehetővé teszik a mesterséges neurális hálózatokat használó gépi tanulást"                              |